# Варава Борис Панасович
Борис Панасович Варава (1 вересня 1937, Донецька область — 12 березня 2021, місто Маріуполь Донецької області) — український радянський діяч, новатор виробництва, старший горновий Ждановського металургійного заводу «Азовсталь» Донецької області. Депутат Верховної Ради УРСР 7-го скликання.

## Біографія
Народився в родині рибалки із села Мелекіного Першотравневого району Донецької області. Закінчив ремісниче училище у місті Жданові.
З 1957 року — горновий, старший горновий доменної печі № 1 Ждановського (тепер — Маріупольського) металургійного заводу «Азовсталь» Донецької області. Без відриву від виробництва закінчив Ждановський металургійний технікум.
Член КПРС.
Потім — на пенсії в місті Маріуполі Донецької області.

## Нагороди
- орден «Знак Пошани»
- ордени
- медалі